# The Phoenix (gedicht)
The Phoenix is een Oudengels gedicht dat bewaard is gebleven in het Exeter Book. Het anonieme gedicht telt 677 regels en is voor een deel gebaseerd op het Latijnse werk De Ave Phoenice van Lactantius.
De tekst van het gedicht dateert waarschijnlijk uit de 9e eeuw. Hoewel de schrijver van het gedicht niet bekend is, wordt het door sommige critici wel toegeschreven aan Cynewulf.
Het werk valt in twee delen op te splitsen. Het eerste deel, bestaande uit 380 regels, is gebaseerd op het werk van Lactantius en geeft een uitgebreide beschrijving van de paradijselijke woonplaats van de feniks en van de schoonheid en de wonderlijke kwaliteiten van de vogel zelf. In het tweede deel van het gedicht wordt de feniks vooral als christelijk symbool opgevoerd, verwijzend naar de wederopstanding van Christus. De laatste elf regels bevatten een combinatie van Oudengels en Latijn:
Hafað us alyfed lucis auctor
þæt we motun her merueri,
goddædum begietan gaudia in celo,
þær we motun maxima regna
secan ond gesittan sedibus altis,
lifgan in lisse lucis et pacis,
agan eardinga almæ letitie,
brucan blæddaga, blandem et mitem
geseon sigora frean sine fine,
ond him lof singan laude perenne,
eadge mid englum. Alleluia.

## Vertaling
Op basis van de hertaling in modern Engels van S.A.J. Bradley's Anglo-Saxon Poetry:
"De schepper van het licht heeft ons verleend dat wij de vreugden van de hemelen kunnen verdienen door goede daden. Daar kunnen wij weidse gebieden verkennen en op verheven tronen zitten, leven bij de gratie van het licht en van de vrede, gemoedelijke plaatsen bewonen, genieten van gelukkige dagen, de Heer der glorie beschouwen in zijn zachte mildheid, zonder einde, en onafgebroken zijn lof zingen, gezegend tussen de engelen. Halleluja."